# Clyde Blair
Clyde Blair (ur. 16 września 1881 w Fort Scott w stanie Kansas, zm. 3 września 1953 w Santa Barbara w Kalifornii) – amerykański lekkoatleta, olimpijczyk, specjalizujący sie w biegach krókich.

## kariera
W 1904 na igrzyskach olimpijskich w Saint Louis zajął 3. miejsce w biegu eliminacyjnym i odpadł.